# Дрю, Сидни
Сидни Уайт Дрю (англ. Sidney White Drew; 28 августа 1863 — 9 апреля 1919) — американский актёр, режиссёр, сценарист и кинопродюсер немого кино, известный преимущественно как участник комедийного дуэта Мистера и миссис Сидни Дрю (англ. Mr. & Mrs. Sidney Drew).
История его рождения остаётся до сих пор не вполне ясной. Его мать, известная актриса и педагог Луиза Дрю, утверждала, что усыновила его вскоре после кончины своего супруга в 1862 году. Исследователи же полагают, что Сидни Дрю был её биологическим сыном, либо от супруга Джона Дрю-старшего, либо от любовника. Известно, что вскоре после смерти мужа Луиза Дрю на некоторое время исчезла из страны, после чего появилась в Филадельфии уже с младенцем Сидни. По материнской линии он приходился дядей актёров Джона Берримора, Лайонела Берримора и Этель Берримор.
Кинокарьера Сидни Дрю стартовала в 1911 году на студии «Kalem Company», когда образовался его комедийный дуэт с первой супругой Глэдис Ранкин, ставший известный как Мистер и миссис Дрю. В 1913 году она перешли на студию «Vitagraph», где вскоре добились большого успеха, благодаря участию во многих комедийных короткометражках. После смерти жены в январе 1914 года она некоторое время сотрудничал с актрисой Кларой Кимбалл Янг, а в 1917 году женился на Люсилль Маквэй, ставшей его новой миссис Дрю. Как дуэт они продолжали успешные выступления последующие два года. В 1918 году в годы Первой мировой войны во Франции трагически погиб 26-летний сын актёра С. Ранкин Дрю. Сидни Дрю так и не смог оправиться от потери, и в апреле 1919 года скончался в возрасте 55 лет. Его супруга Люсилль Маквэй умерла в 1925 году от рака в возрасте 35 лет. В 1960 году на Голливудской аллее славы была заложена звезда мистера и миссис Дрю.